# Дімітар Тучков
Дімітар Васілієв Тучков (болг. Димитър Тучков) — болгарський дипломат. Генеральний консул Республіки Болгарія в Одесі, Україна.

## Життєпис
Закінчив Вищий інститут лісового господарства, Софія. Володіє російською та англійською мовами.
У 1987—1992 рр. — інженер-конструктор Центрального інституту промислової естетики в Софії.
У 1992—1998 рр. — приватний підприємець.
У 1992—2002 рр. — голова торгово-економічного відділу Посольства Республіки Болгарія в Києві, Україна.
З лютого 2004 по липень 2007 рр. — Генеральний консул Республіки Болгарія в Одесі. Протягом свого терміну перебування на посаді Консульство Болгарії в Одесі організовувало офіційні візити: Прем'єр-міністра Республіки Болгарія; міністра закордонних справ; міністра оборони; міністра освіти, а також два візити віце-президента Республіки Болгарія. Головною родзинкою протягом терміну повноважень була активна робота з болгарською діаспорою в Україні, яка також є найчисельнішою.
З червня 2011 по січень 2012 рр. — консультант у Родопі — Белово
З квітня 2015 р. — Генеральний консул Республіки Болгарія в Одесі, Україна.